# پرستشگاه ماهابودی
پرستش‌گاه ماهابودی یک معبد بودایی است که در بودا گایا محلی که سیذارتا گائوتاما ملقب به بودا در آنجا به روشن بینی دست یافت قرار دارد.بودا گایا در ۹۶ کیلومتری پانتا در ایالت بیهار هندوستان واقع شده‌است. این نیایشگاه در سال ۲۰۰۲ میلادی در میراث جهانی یونسکو ثبت شده‌است.